# Amaro Pargo
Amaro Rodríguez Felipe y Tejera Machado (San Cristóbal de La Laguna, Tenerife, 3 mei 1678 – aldaar, 4 oktober 1747), beter bekend als Amaro Pargo was een Spaanse kaper en handelaar. Hij geldt als een van de bekendste Spaanse kapers gedurende de zogenaamde 'gouden eeuw van de piraterij' en was een belangrijk Spaanse persoonlijkheid in de 18e eeuw.

## Biografie
Amaro Pargo werd geboren in San Cristóbal de La Laguna op het eiland Tenerife (Canarische Eilanden).
In 1701 zeilde hij als tweede luitenant op het schip "Ave María", met als bijnaam La Chata, die werd geënterd door piraten. Hij adviseerde de commandant een overgave voor te wenden om de zeerovers bij verrassing te overrompelen en dit pakte goed uit: hij kwam als overwinnaar uit de strijd. Uit dankbaarheid zou de commandant Amaro zijn eerste schip gegeven hebben, waarmee deze zijn activiteiten als handelaar kon starten.
Amaro Pargo was als zakenman succesvol, onder meer in de slavenhandel, en verkreeg een kaperbrief van de Spaanse koning. Zijn reputatie en populariteit waren vergelijkbaar met die van Zwartbaard en Francis Drake.
Daarnaast was hij vroom katholiek. Hij schonk veel aan religieuze instellingen, mede vanwege zijn vriendschap met de non María de León Bello y Delgado (Sor María de Jesús) en richtte zich op de bestrijding van de armoede.

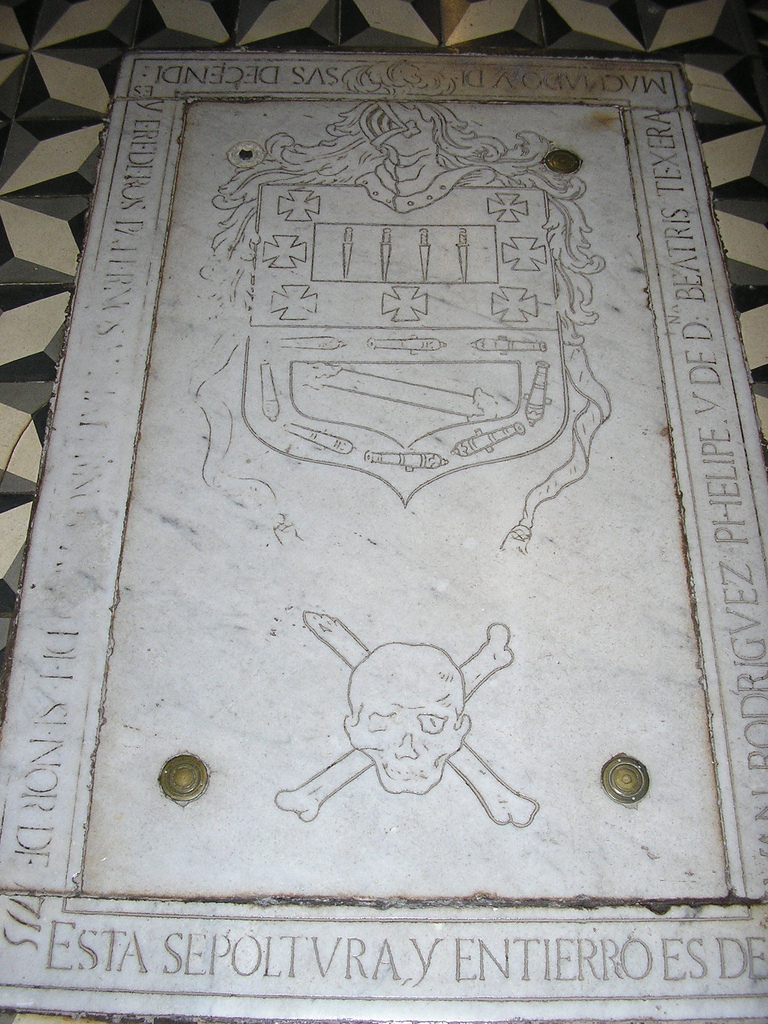
Amaro Pargos graf in de kerk van Santo Domingo in San Cristóbal de La Laguna.

Bovendien vocht hij tegen de vijanden van Spanje, met name Engeland en Nederland, en werd mede hierdoor in Spanje als een nationale held gezien. Op 25 januari 1725 werd hij in Madrid in de adelstand (Hidalgo) verheven.
Hij had een affaire met de Cubaanse María Josefa de Valdespino en had daar een onwettig kind mee. Hij overleed op 4 oktober 1747 in San Cristóbal de La Laguna en werd begraven in het klooster van San Domingo in La Laguna.

## Schat
Op zijn sterfbed gold hij als de rijkste man op de Canarische Eilanden. In zijn testament had hij geschreven dat er een grote schat was met zilver, gouden sieraden, parels, edelstenen, porselein, dure stoffen en schilderijen. In de loop van de eeuwen is veelvuldig geprobeerd de schat te vinden, zonder succes.

## Opgraving
In 2013 werden zijn stoffelijke resten opgegraven door archeologen van de Autonome Universiteit van Madrid om een reconstructie van zijn gezicht te maken en DNA-tests te doen. De opgraving werd gefinancierd door Ubisoft: Amaro Pargo was een van de hoofdpersonen in hun computerspel Assassin's Creed IV: Black Flag.